# Isorropus celena
Isorropus celena är en fjärilsart som beskrevs av Walker 1854. Isorropus celena ingår i släktet Isorropus och familjen björnspinnare. Inga underarter finns listade i Catalogue of Life.